# Kheti V
Kheti V (fl. XXII-XXI secolo a.C.) è stato un faraone della X dinastia egizia.

## Biografia
Kheti V regnò da Eracleopoli contemporaneamente ai sovrani tebani della XI dinastia; uno di costoro era probabilmente Antef II.
Pur non comparendo in alcuna delle liste reali (il Canone Reale è fortemente danneggiato proprio nella parte che dovrebbe riportare la X dinastia) la sua esistenza è confermata da prove archeologiche (i suoi cartigli sono riportati su una bara proveniente dal sito di Deir el-Bersha ) e da testi posteriori.
Le notizie che possediamo citano un alternarsi di scontri e di periodi di pace tra le due dinastie che stavano tentando di riunificare l'Egitto.
Di Kheti V sappiamo degli sforzi per liberare i distretti del Basso Egitto dal controllo dei asiatici (probabilmente beduini provenienti dal Sinai) che vi si erano installati provenendo da est. Sotto il regno di questo sovrano ripresero anche i commerci con Biblo.
Nella lotta contro Tebe, che negli ultimi anni del regno assunse toni più aspri, si ha notizia della profanazione di necropoli da entrambe le parti. Kheti V ebbe come alleato Tefibi, nomarca del XIII distretto ("Alto sicomoro") dell'Alto Egitto.

Secondo alcune fonti Kheti V potrebbe aver regnato per circa cinquanta anni.

## Titolatura
| G5 |

| G5 |

|       |
| \| \| |
|       |
|       |

|  |

|       |
| \| \| |
|       |
|       |

|  |

| G16 |

| G16 |

|  |

| G8 |

| G8 |

|  |

| M23 · X1 | L2 · X1 |

| M23 · X1 | L2 · X1 |

| N5 | V29 | D28 |

| N5 | V29 | D28 |

| N5 | V29 | D28 |

| N5 | V29 | D28 |

| N5 | V29 | D28 |

| N5 | V29 | D28 |

| N5 | V29 | D28 |

| N5 | V29 | D28 |

| G39 | N5 |

| G39 | N5 |

| F32 · t | i | i |

| F32 · t | i | i |

| F32 · t | i | i |

| F32 · t | i | i |

| F32 · t | i | i |

| F32 · t | i | i |

| F32 · t | i | i |

| F32 · t | i | i |

## Datazioni alternative
| Autore         | Anni di regno         |
| -------------- | --------------------- |
| Nicolas Grimal | 2130 a.C. - 2070 a.C. |